# Слік (Оклахома)
Слік (англ. Slick) — місто (англ. town) в США, в окрузі Крік штату Оклахома. Населення — 151 особа (2020).

## Географія
Слік розташований за координатами 35°46′40″ пн. ш. 96°16′8″ зх. д. / 35.77778° пн. ш. 96.26889° зх. д. (35.777841, -96.268882).  За даними Бюро перепису населення США в 2010 році місто мало площу 0,98 км², з яких 0,96 км² — суходіл та 0,02 км² — водойми.

## Демографія
Згідно з переписом 2010 року, у місті мешкала 131 особа в 56 домогосподарствах у складі 34 родин. Густота населення становила 134 особи/км².  Було 62 помешкання (63/км²).
Расовий склад населення:
| - 70,2 % — білих - 12,2 % — корінних американців - 7,6 % — чорних або афроамериканців - 3,1 % — осіб інших рас |

До двох чи більше рас належало 6,9 %. Частка іспаномовних становила 4,6 % від усіх жителів.
За віковим діапазоном населення розподілялося таким чином: 19,8 % — особи молодші 18 років, 64,2 % — особи у віці 18—64 років, 16,0 % — особи у віці 65 років та старші. Медіана віку мешканця становила 42,3 року. На 100 осіб жіночої статі у місті припадало 104,7 чоловіків;  на 100 жінок у віці від 18 років та старших — 105,9 чоловіків також старших 18 років.
Середній дохід на одне домашнє господарство  становив 38 897 доларів США (медіана — 31 250), а середній дохід на одну сім'ю — 49 000 доларів (медіана — 41 250). За межею бідності перебувало 18,3 % осіб, у тому числі 11,1 % дітей у віці до 18 років та 20,0 % осіб у віці 65 років та старших.
Цивільне працевлаштоване населення становило 41 осіб. Основні галузі зайнятості: роздрібна торгівля — 26,8 %, транспорт — 14,6 %, науковці, спеціалісти, менеджери — 14,6 %.